# Eugahania trjapitzini
Eugahania trjapitzini är en stekelart som beskrevs av Sharkov 1984. Eugahania trjapitzini ingår i släktet Eugahania och familjen sköldlussteklar. Inga underarter finns listade i Catalogue of Life.